# Bosquet (jardin)
Pour les articles homonymes, voir Bosquet (homonymie).

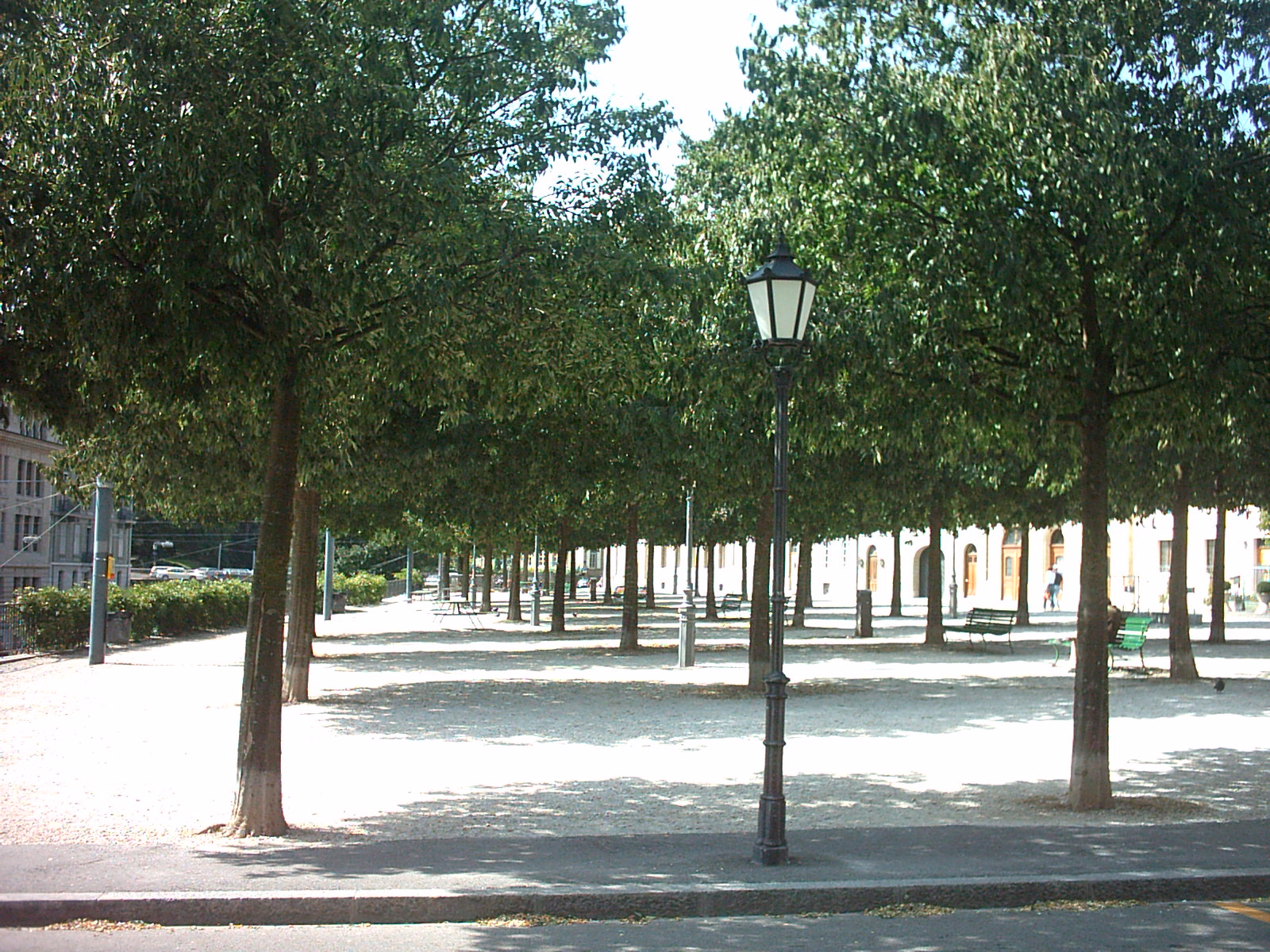
Bosquet de la Promenade Saint-Antoine à Genève.

Le bosquet (de l’italien boschetto « petit bois », diminutif de bosco « bois », issu du latin médiéval boscus d'origine germanique) est une plantation d’arbres en quinconce ou en ligne droite dans un jardin à la française, dont les nombreux bosquets de Versailles du parc du château de Versailles constituent un exemple significatif.